# 那加黄堇
那加黄堇（学名：Corydalis borii）为罂粟科紫堇属下的一个种。

## 扩展阅读
- 維基物種上的相關：那加黄堇